# Big E (đô vật)
Ettore Ewen (sinh ngày 1 tháng 3 năm 1986) là một đô vật chuyên nghiệp người Mỹ hiện đang hoạt động dưới tên gọi Big E ở WWE. Anh từng là Nhà vô địch Đồng đội Raw. Anh ký hợp đồng với WWE, nơi anh là thành viên của nhóm The New Day cùng với Xavier Woods và Kofi Kingston. Big E hiện đang là nhà vô địch WWE Champion và là cựu Nhà vô địch Liên lục địa, hai lần vô địch Đồng đội, và một lần vô địch NXT (NXT là nhánh phát triển của WWE). Trước khi ký hợp đồng với WWE, Ewen là nhà vô địch powerlifting người đặt nhiều kỷ lục quốc gia và nhà nước. Anh đã từng thắng John Cena.

## TrongWWE
- Biệt danh:
  - "BIG ERECTION"

## Sự nghiệp đấu vật chuyên nghiệp

### Năm 2009 và 2012
Trong năm 2009 Ewen đã ký hợp đồng phát triển WWE.Ông ra mắt vào ngày 17 tháng 12 năm 2009 dưới cái tên Big E Langston.Ngày 12 tháng 5 anh và Calvin Raines đánh bại Richie Steamboat và Seth Rollins,giành chiến thắng Floria Tag Team Championship.Không lâu sau họ để mất đai vào tay CJ Parker và Donny Marlow.Trong sự kiện Wrestlemania XXVIII Ãxxess vào tháng 4 năm 2012 anh đánh bại Césaro.Langston vào ngày 1 tháng 8 năm 2012 và đánh bại Adam Mercer.Sau đó anh thù với Seth Rollins và ông đã đánh thắng,giành đai Nxt championship.Vào ngày 19 tháng 10 anh bảo vệ thảnh công đai trước Brad Maddox và Damien Sandow.Nhưng cuối cùng ông đã mất đai lọt vào tay Bo Dallas.

### Năm 2013
Tại WrestleMania 29 anh và Ziggler không giành được đai trước Team Hell No (Daniel Bryan và Kane). Langston thi đấu trận đấu đầu tiên của mình trên nguyên đêm sau và anh đánh bại Daniel Bryan. Sau khi Ziggler bị chấn thương. Vào tháng 5 năm 2013 Anh được cử đấu với năm đô vật World Heavyweight Chamioship. Trong ngày 10 tháng 6 trên raw Ziggler đã kết thúc mối quan hệ với AJ Lee và điều này khiến anh tấn công Ziggler. Vào ngày 18 tháng 8 năm 2013 tại Summerslam, Langston và AJ Lee bị đánh bại bởi Ziggler và Kaitlyn.Sau khi mất mát này Langston dừng lại giúp đỡ AJ Lee hoàn toàn và bắt đầu đấu một mình.

### Nhà vô địch Liên lục địa (WWE)
Năm 2013, vào ngày 18/10 Anh đã thua CM Punk và quay mặt cứu Cm Punk khi Ryback và Curtil Axel tấn công. Trên ngày 21/10 anh hợp tác với Cm Punk để đánh bại Ryback và Curtil Axel và kết quả là thắng. Tại Hell In A Cell anh đã thua Dean Ambrose và Dean vẫn giữ được đai. Vào ngày 18/11 anh đánh bại Curtil Axel và giành đai vô địch Intercontinental lần đầu tiên.Vào ngày 15/11 Damien Sandow thách đấu anh trong trận Tlc bằng thang ghế để giành lấy WWE Intercontineltal và kết quả là anh thắng. Vào ngày 23/12, John Cena và Cm Punk có một trận đấu với The Shield và kết quả là anh, John Cena và Cm Punk thắng.Vào ngày 30/12 Fandango thù anh và sẽ có một trận đấu tranh đai Intercontinental và kết quả là anh vẫn giữ được đai.

### Năm 2014
Tại Elimination Chamber (2014), anh đánh thắng Jack Swagger và vẫn giữ được đai.Tại Wrestlemania 30 anh được cử vào trận 30 người đàn ông để tưởng nhớ Andre The Giant nhưng ông bị loại bởi Fandango.Tháng 4, tại Extreme Rules anh đã thua Bad News Barrett Wade Barrett và anh mất đai Intercontinental. Vào ngày 12 tháng 5 năm 2014 anh đã cứu Hanksaw nhưng anh bị tấn công bởi Rusev và anh đã có trận đấu với Rusev.Tại Payback anh đã thua Rusev.Tại Raw anh được cử vào trận qualifying battle royal và kết quả là anh bị loại bởi Bo Dallas.Tại Money in the Bank anh lại thất bại trước Rúsev.Tại Battleground anh được cử vào trận tranh đai WWE Intercontinental nhưng anh bị loại bởi Césaro.Tại Răw vào ngày 21 tháng 7 anh và Kòfi Kíngston để thua Ryback và Curtis Axel,cuối trận Xavier Woods nói:Chúng ta hãy đoàn kết đã đến lúc rồi và tại Main Event anh và Kofi đánh thắng Ryback và Curtis Axel.

## Sự nghiệp powerlifing
Ewen thi đấu tại Hoa Kỳ powerlifing U.S.A mở rộng 2010 tại đại học Nova Southeastern ở Davie,Floria.Ông trở thành không chỉ là nâng hạng nặng đầu tiên nhưng cũng đã phá vỡ tất cả bốn Floria hồ sơ powerlifing liệu nhà nước trong lớp 275 pound và đánh bại kỷ lục quốc gia trong deaddlift và tổng số.Thang máy của ông bao gồm ngồi xổm £611,một nền báo chí băng ghế dự bị £ 490 và deaddlift £ 749 với tổng số nguyên £ 1850.Ewen cũng giành U.S.A dân năm 2011 tại Scranton,Pennsylvania.Thời gian này anh thi đấu trong sự phân chia hạng nặng {275] và đã phá vỡ kỷ lục của nước Mỹ và quốc gia trong deadlift {795 lbs] và tổng{£2039]trong hạng cân này là tốt.

## Cuộc sống cá nhân
Ewen đã sinh ra ở Tampa,Floria cho người nhập cư gốc Phi Caribbean Eltore và Margaret Ewen.Ông đã dự trung học Wharton nơi ông giành một số danh hiệu thể thao.Sau khi tốt nghiệp trường Wharton Ewen đã tham dự đại học Lowa nơi ông chơi bóng đá như lineman.Ewen đã được redshirted năm 2004 và bỏ lỡ mùa giải năm 2005 do một chấn thương kéo dài.Ewen cạnh tranh trong một số ngành thể thao khác nhau ở một mức độ ưu tú trước khi chuyển sự chú ý của mình cho môn thể thao của powerlifing,đầu tay của ông là vào năm 2009.

## Các chức vô địch và danh hiệu
- Florida Championship Wrestling
  - FCW Florida Tag Team Championship (1 time) – with Calvin Raines[15]
- Pro Wrestling Illustrated
  - Tag Team of the Year (2015) with Kofi Kingston and Xavier Woods
  - PWI ranked him #24 of the top 500 singles wrestlers in the PWI 500 in 2014.[94]
- Rolling Stone
  - Comeback of the Year (2015)[95] As a member of The New Day
  - Second-Best Heels (2015)[96] As a member of The New Day
  - WWE Wrestlers of the Year (2015)[95] As a member of The New Day
- Wrestling Observer Newsletter
  - Best Gimmick (2015) The New Day[97]
- WWE NXT
  - NXT Championship (1 time)[98]
- WWE
  - WWE Intercontinental Championship (1 lần)
  - WWE (Raw) Tag Team Championship (2 lần) – với Kofi Kingston và Xavier Woods1
  - Mr. Money In The Bank 2021 (1 lần)
  - WWE Championship (1 lần)

1Big E bảo vệ chức vô địch với một trong người Kingston hoặc Woods qua Luật Freebird.